# Equazione della vorticità
In fluidodinamica l'equazione della vorticità descrive l'evoluzione nel tempo della vorticità, ed è quindi utile nella comprensione dei moti rotatori nei fluidi. Nel caso di fluidi barotropici non viscosi essa stabilisce che il vettore vorticità è solidale con la materia, si sposta con essa e la sua evoluzione è tale da garantire la conservazione del momento angolare.

## Definizione
L'equazione, nella sua variante per fluidi incompressibili non viscosi, è stata ricavata da Helmholtz..
La forma generale è data da:
{\displaystyle {\frac {\operatorname {d} }{\operatorname {d} t}}{\frac {\bar {\omega }}{\rho }}-\left({\frac {\bar {\omega }}{\rho }}\cdot \nabla \right){\frac {\operatorname {d} {\bar {r}}}{\operatorname {d} t}}={\frac {1}{\rho }}\nabla \times {\frac {\operatorname {d} ^{2}{\bar {r}}}{\operatorname {d} t^{2}}}}
dove d/dt rappresenta la derivata totale rispetto al tempo, ω è la vorticità, {\displaystyle {\bar {r}}} è la posizione.
Quindi la variazione temporale della vorticità è determinata dal rotore delle forze in gioco.
Nel caso di fluidi baroclini non viscosi l'equazione diventa:
{\displaystyle {\frac {\operatorname {d} }{\operatorname {d} t}}{\frac {\bar {\omega }}{\rho }}-\left({\frac {\bar {\omega }}{\rho }}\cdot \nabla \right){\frac {\operatorname {d} {\bar {r}}}{\operatorname {d} t}}={\frac {\bar {B}}{\rho }}}
dove il vettore B è la baroclinicità dato da:
{\displaystyle {\bar {B}}={\frac {1}{\rho ^{2}}}\nabla \rho \times \nabla p}
Nel caso di fluidi barotropici non viscosi essa si riduce a:
{\displaystyle {\frac {\operatorname {d} }{\operatorname {d} t}}{\frac {\bar {\omega }}{\rho }}-\left({\frac {\bar {\omega }}{\rho }}\cdot \nabla \right){\frac {\operatorname {d} {\bar {r}}}{\operatorname {d} t}}=0}

## Derivazione formale
Si parte calcolando il rotore della derivata totale della velocità:
{\displaystyle {\frac {\operatorname {d} ^{2}{\bar {r}}}{\operatorname {d} t^{2}}}={\frac {\partial }{\partial t}}{\frac {\operatorname {d} {\bar {r}}}{\operatorname {d} t}}+\left({\frac {\operatorname {d} {\bar {r}}}{\operatorname {d} t}}\cdot \nabla \right){\frac {\operatorname {d} {\bar {r}}}{\operatorname {d} t}}}
La seguente identità, dovuta a Lagrange, agevola i calcoli
{\displaystyle {\frac {\operatorname {d} ^{2}{\bar {r}}}{\operatorname {d} t^{2}}}={\frac {\partial }{\partial t}}{\frac {\operatorname {d} {\bar {r}}}{\operatorname {d} t}}+{\bar {\omega }}\times {\frac {\operatorname {d} {\bar {r}}}{\operatorname {d} t}}+{\frac {1}{2}}\nabla \left({\frac {\operatorname {d} {\bar {r}}}{\operatorname {d} t}}\right)^{2}}
calcolando il rotore di questa eguaglianza, e utilizzando il fatto che
{\displaystyle \nabla \cdot {\bar {\omega }}=0}
si ottiene:
{\displaystyle \nabla \times {\frac {\operatorname {d} ^{2}{\bar {r}}}{\operatorname {d} t^{2}}}={\frac {\operatorname {d} {\bar {\omega }}}{\operatorname {d} t}}-\left({\bar {\omega }}\cdot \nabla \right){\frac {\operatorname {d} {\bar {r}}}{\operatorname {d} t}}+{\bar {\omega }}\left(\nabla \cdot {\frac {\operatorname {d} {\bar {r}}}{\operatorname {d} t}}\right)}
utilizzando l'equazione di continuità della massa
{\displaystyle {\frac {1}{\rho }}{\frac {\operatorname {d} \rho }{\operatorname {d} t}}=-\nabla \cdot {\frac {\operatorname {d} {\bar {r}}}{\operatorname {d} t}}}
si ottiene
{\displaystyle \nabla \times {\frac {\operatorname {d} ^{2}{\bar {r}}}{\operatorname {d} t^{2}}}={\frac {\operatorname {d} {\bar {\omega }}}{\operatorname {d} t}}-\left({\bar {\omega }}\cdot \nabla \right){\frac {\operatorname {d} {\bar {r}}}{\operatorname {d} t}}-{\frac {\bar {\omega }}{\rho }}{\frac {\operatorname {d} \rho }{\operatorname {d} t}}}
dividendo per ρ e utilizzando il fatto che
{\displaystyle {\frac {\operatorname {d} }{\operatorname {d} t}}{\frac {\bar {\omega }}{\rho }}={\frac {1}{\rho }}{\frac {\operatorname {d} {\bar {\omega }}}{\operatorname {d} t}}-{\frac {\bar {\omega }}{\rho ^{2}}}{\frac {\operatorname {d} \rho }{\operatorname {d} t}}}
si ottiene l'asserto.
Nel caso di moti baroclini non viscosi si ha, dall'equazione del momento di Navier-Stokes:
{\displaystyle {\frac {\operatorname {d} ^{2}{\bar {r}}}{\operatorname {d} t^{2}}}=-{\frac {1}{\rho }}\nabla p-\nabla \phi }
dove p è la pressione, Φ è il geopotenziale.
Dato che il rotore di un gradiente è nullo la parte della forza dovuta a ϕ non contribuisce a modificare la vorticità. Calcolando il rotore del termine dovuto alla pressione si ottiene:
{\displaystyle -\nabla \times {\frac {\nabla p}{\rho }}={\frac {1}{\rho ^{2}}}\nabla \rho \times \nabla p}
quindi otteniamo la versione dell'equazione per fluidi baroclini non viscosi.
Nei fluidi barotropici la densità è funzione della sola pressione, quindi i gradienti delle due grandezze sono paralleli. Pertanto la baroclinicità si annulla, e si ottiene la versione dell'equazione per fluidi barotropici non viscosi.

## Significato fisico
Il significato fisico dell'equazione della vorticità può essere meglio compreso considerando il caso semplificato di un fluido incomprimibile e non viscoso, non sottoposto a forze esterne. In questo caso il moto è inerziale, il momento angolare si conserva, e il vettore vorticità è solidale con la materia, cioè, se in un dato istante la vorticità è allineata a una linea materiale di lunghezza infinitesima {\displaystyle \delta }, essa rimane sempre così allineata.

### Conservazione del momento angolare
Con un semplice esempio si verifica che l'equazione della vorticità implica la conservazione del momento angolare del fluido, in assenza di forze con rotore non nullo quali la viscosità.
Si consideri un fluido ideale, con densità costante e privo di viscosità, in moto in un tubo ideale perfettamente liscio posto lungo l'asse x. Il moto è di tipo stazionario: il fluido si sposta con velocità u lungo l'asse x, e ruota su se stesso sul piano yz. Per comodità consideriamo che, per ogni sezione verticale di spessore infinitesimo dx, il moto rotatorio avvenga con velocità angolare ω uguale su tutta la sezione. Quindi ogni sezione verticale si sposta verso destra con velocità u(x), e ruota su se stessa con velocità angolare ω(x).
A un certo punto il tubo si restringe, la superficie della sezione verticale passa da {\displaystyle \Sigma _{A}} a {\displaystyle \Sigma _{B}}. È facile prevedere come varia il moto: u si modifica in modo da garantire la costanza della portata volumetrica, quindi
{\displaystyle u_{A}\Sigma _{A}=u_{B}\Sigma _{B}}
La velocità angolare ω varia in modo da conservare il momento angolare. Il momento angolare di ogni sezione è dato dal prodotto tra la velocità angolare e il momento di inerzia:
{\displaystyle L=I{\bar {\omega }}={\frac {1}{2}}mr^{2}{\bar {\omega }}}
quindi, tenendo conto del fatto che la superficie è proporzionale al quadrato del raggio si ottiene:
{\displaystyle \omega _{A}\Sigma _{A}=\omega _{B}\Sigma _{B}}
Verifichiamo che l'equazione della vorticità porta esattamente allo stesso risultato. In ogni sezione del tubo la vorticità è diretta lungo l'asse x, ed è data da:
{\displaystyle \omega _{x}={\frac {\partial v}{\partial z}}-{\frac {\partial w}{\partial y}}}
dove v e w sono rispettivamente la componente y e z della velocità. L'equazione della vorticità si riduce a:
{\displaystyle {\frac {\operatorname {d} \omega _{x}}{\operatorname {d} t}}={\frac {\partial \omega _{x}}{\partial t}}+u{\frac {\partial \omega _{x}}{\partial x}}=\omega _{x}{\frac {\partial u}{\partial x}}}
Siccome il moto è stazionario, per ogni x si ha {\displaystyle {\frac {\partial \omega _{x}}{\partial t}}=0}. Quindi si ricava subito:
{\displaystyle \omega _{x}\propto u}
Utilizzando il fatto che {\displaystyle u_{A}\Sigma _{A}=u_{B}\Sigma _{B}} si ottiene
{\displaystyle \omega _{xA}\Sigma _{A}=\omega _{xB}\Sigma _{B}}
Dato che la velocità angolare è uniforme su tutta la sezione, si può facilmente verificare che:
{\displaystyle \omega _{x}=2{\bar {\omega }}}
Quindi si ottiene la relazione ottenuta partendo dalla conservazione del momento angolare.
Si può proseguire il ragionamento notando che, siccome il fluido è incomprimibile, la superficie della sezione e il suo spessore sono inversamente proporzionali. Si arriva dunque alla relazione:
{\displaystyle {\frac {\omega _{xA}}{\delta _{xA}}}={\frac {\omega _{xB}}{\delta _{xB}}}}
dove {\displaystyle \delta _{x}} è lo spessore della sezione. La grandezza {\displaystyle {\frac {\omega _{x}}{\delta _{x}}}} rappresenta la vorticità potenziale della sezione, che dunque si mantiene costante come conseguenza della conservazione del momento angolare.

### Vorticità solidale con la materia
Si può verificare che la variazione della distanza {\displaystyle \delta } tra due elementi di fluido contigui A e B è data da:
{\displaystyle {\frac {\operatorname {d} }{\operatorname {d} t}}\delta =\left(\delta \cdot \nabla \right){\frac {\operatorname {d} {\bar {r}}}{\operatorname {d} t}}}
infatti, considerando per semplicità la sola componente x, abbiamo:
{\displaystyle {\frac {\operatorname {d} }{\operatorname {d} t}}\delta _{x}={\frac {\operatorname {d} {\bar {r}}}{\operatorname {d} t}}|_{A}-{\frac {\operatorname {d} {\bar {r}}}{\operatorname {d} t}}|_{B}=\delta _{x}{\frac {\partial }{\partial x}}{\frac {\operatorname {d} {\bar {x}}}{\operatorname {d} t}}}
dove {\displaystyle {\frac {\operatorname {d} {\bar {x}}}{\operatorname {d} t}}} è la componente x della velocità.
Quindi la legge con cui varia la vorticità in fluidi incompressibili, non viscosi e non sottoposti a forze esterne, è esattamente la stessa con cui variano le distanze tra elementi contigui di fluido. Ne risulta che se in un dato istante la vorticità è allineata alla linea materiale {\displaystyle \delta }, essa rimane sempre così allineata.

## Equazione della vorticità per moti sinottici
Il concetto di vorticità ha grande importanza in meteorologia e in climatologia dato che è alla base della dinamica dei fluidi rotanti. Dalla conservazione di grandezze ad essa collegate, quali la vorticità potenziale, si deducono comportamenti fondamentali come le onde di Rossby.
Il modo più rapido per ricavare l'equazione della vorticità per moti su scala sinottica è calcolare il rotore delle equazioni del moto approssimato:
{\displaystyle {\frac {\operatorname {d} ^{2}x}{\operatorname {d} t^{2}}}-f{\frac {\operatorname {d} y}{\operatorname {d} t}}=-{\frac {1}{\rho }}{\frac {\partial p}{\partial x}}}
{\displaystyle {\frac {\operatorname {d} ^{2}y}{\operatorname {d} t^{2}}}+f{\frac {\operatorname {d} x}{\operatorname {d} t}}=-{\frac {1}{\rho }}{\frac {\partial p}{\partial y}}}
dove compaione le componenti zonale (cioè rivolta verso Est) e meridionale (cioè rivolta verso Nord) della velocità, f è la vorticità planetaria, cioè la vorticità intrinseca del moto rotatorio della superficie terrestre. Naturalmente, dato che nei moti sinottici si considerano solo le componenti orizzontali della velocità, la vorticità ha la sola componente verticale non nulla. Il risultato è:
{\displaystyle {\frac {\operatorname {d} }{\operatorname {d} t}}({\bar {\omega }}+f)=-({\bar {\omega }}+f)\left({\frac {\partial }{\partial x}}{\frac {\operatorname {d} x}{\operatorname {d} t}}+{\frac {\partial }{\partial y}}{\frac {\operatorname {d} y}{\operatorname {d} t}}\right)+{\frac {1}{\rho ^{2}}}\left({\frac {\partial \rho }{\partial x}}{\frac {\partial p}{\partial y}}-{\frac {\partial \rho }{\partial y}}{\frac {\partial p}{\partial x}}\right)}
dove ω è la vorticità relativa, cioè la vorticità del fluido rispetto alla superficie terrestre. L'ultimo termine rappresenta la baroclinicità. Pertanto nell'approssimazione barotropica l'equazione si riduce a:
{\displaystyle {\frac {\operatorname {d} }{\operatorname {d} t}}({\bar {\omega }}+f)=-({\bar {\omega }}+f)\left({\frac {\partial }{\partial x}}{\frac {\operatorname {d} x}{\operatorname {d} t}}+{\frac {\partial }{\partial y}}{\frac {\operatorname {d} y}{\operatorname {d} t}}\right)}